# Honor Fell
Honor Bridget Fell, född 22 maj 1900 i Yorkshire, död 22 april 1986, var en brittisk vetenskapskvinna och zoolog.
Hennes bidrag till vetenskapen inbegriper utarbetandet av experimentella metoder inom organodling, vävnadsodling, och cellbiologi.

## Uppväxt och utbildning
Fell var dotter till överste William Edwin Fell och Alcie Fell och föddes på Fowthorpe nära Filey i Yorkshire den 22 maj 1900, yngst av nio barn. Hon hade sex systrar och två bröder. Den yngre av de två bröderna, som hade Downs syndrom, avled vid åtta års ålder. Fell var känd som minstingen i familjen. Hennes far var markägare, men kan inte sägas ha varit en framgångsrik jordbrukare. Hennes mor var en mycket duglig snickare. Modern dog 1951, när Fell var femtioett år gammal. Både skol-, och släktregister lyfter fram hennes kärlek för tamillrar. Fell bar sin tamiller, Janie, till sin syster Barbaras bröllop när hon var tretton år gammal. Fell hade inte mycket kontakt med sin familj fram till 1960-talet när en av hennes systersöner, Henry Fell, och hans fru bad henne att hälsa på dem. Efter det enda besöket tillbringade hon alltid påsk hos dem och ibland även jul.
Fell var utbildad på Wychwood School, North Oxford och senare på Madras College. På den tiden ansågs Wychwood som ganska avancerat på grund av dess emfas på vetenskap i synnerhet biologi, såväl som klassiker, historia och litteratur.